# إجناثيو ساستورين
خوان إجناسيو سيراك ساستورين (بالإسبانية: Juan Ignacio Cirac Sasturain) (من مواليد 11 أكتوبر 1965) هو فيزيائي إسباني. وهو أحد رواد مجال الحوسبة الكمومية ونظرية المعلومات الكمومية. حصل على جائزة أمير أستورياس لعام 2006 في مجال البحوث التقنية والعلمية.